# Odensjö
Odensjö is een plaats in de gemeente Jönköping in het landschap Småland en de provincie Jönköpings län in Zweden. De plaats heeft 1714 inwoners (2005) en een oppervlakte van 110 hectare.